# ヘリクリサム属
ヘリクリサム属 (Helichrysum) は、キク科の1属である。ヘリクリサム。以前はムギワラギクが属していたこともあってムギワラギク属の和名があてられていたこともあったが、ムギワラギクがXerochrycumという別属とされるようになってからはヘリクリサム属に対する左記の和名の使用は避けられるようになりつつある。英語ではストローフラワー strawflower、エヴァーラスティング everlasting と呼ばれる。
学名は「太陽の黄金」の意味とされるが、異説もある。

## 特徴
一年草、多年草、低木がある。高さは60–90センチメートル。

## 主な種
約600種が属する。模式種はエーゲ海諸島-トルコ西部および南西部、エジプト原産の Helichrysum orientale (L.) Gaertn.。分類情報および分布情報は POWO (2023) による。
- Helichrysum arenarium (L.) Moench - ヨーロッパからモンゴルやイランにかけて分布。
- Helichrysum brownei S.Moore(ウィキスピーシーズ) - ケニア山固有種。
- Helichrysum herbaceum (Andrews) Sweet（シノニム: Helichrysum ferrugineum Pers.）- ジンバブエから南部アフリカにかけて分布。
- カレープラント Helichrysum italicum (Roth) G.Don - 地中海地方に自生。
- リコリスプラント Helichrysum petiolare Hilliard & B.L.Burtt - 熱帯アフリカ南部および南部アフリカ原産。
- Helichrysum rupestre
- Helichrysum sanguineum (L.) Kostel. - 地球海地方東部に自生。
- Helichrysum stoechas (L.) Moench. - 地中海地方西部および中央部に自生。
- Helichrysum turbinatum Fitzg. - 西オーストラリア州に自生。
- Helichrysum umbraculigerum Less. - 熱帯アフリカ南部および南部アフリカに分布。

## かつてヘリクリサム属とされていた種
- Helichrysum abrotaniforme Gand. → Chrysocephalum semipapposum (Labill.) Steetz subsp. semipapposum（異タイプ）- オーストラリア南東部に自生。
- Helichrysum adonidiforme Gand. → Chrysocephalum semipapposum subsp. semipapposum（異タイプ）
- Helichrysum baccharoides F.Muell. → Ozothamnus hookeri Sond.（異タイプ）- オーストラリア南東部に自生。
- ムギワラギク Helichrysum bracteatum (Vent.) Andrews → Xerochrysum bracteatum (Vent.) Tzvelev
- Helichrysum diosmifolium (Vent.) Less. ex Steud. → Ozothamnus diosmifolius (Vent.) DC.（同タイプ）- オーストラリア東部に自生。
- Helichrysum ferrugineum (Labill.) Less., nom. illeg. → Ozothamnus ferrugineus (Labill.) Sweet（同タイプ）- クイーンズランド州南東部からオーストラリア南東部にかけて自生。
- Helichrysum hirtoviscosum Gand. → Chrysocephalum semipapposum subsp. semipapposum（異タイプ）
- Helichrysum lepidophyllum F.Muell. ex Benth. → Ozothamnus lepidophyllus Steetz - 西オーストラリア州南西部および南南西部に自生。
- Helichrysum maidenii Gand. → Chrysocephalum semipapposum subsp. semipapposum（異タイプ）
- Helichrysum paralium (N.T.Burb.) W.M.Curtis → Ozothamnus cinereus (Labill.) Sweet（異タイプ）- オーストラリア南東部、ニューカレドニアに分布。
- Helichrysum porrectum Gand. → Chrysocephalum semipapposum subsp. semipapposum（異タイプ）
- Helichrysum pseudoferrugineum Hochr. → Cassinia aculeata (Labill.) R.Br. subsp. aculeata（異タイプ）- オーストラリア東部および南東部に自生。
- Helichrysum readeri Gand. → Chrysocephalum semipapposum subsp. semipapposum（異タイプ）
- Helichrysum sarcodes Gand. → Chrysocephalum semipapposum subsp. semipapposum（異タイプ）
- Helichrysum secundiflorum N.A.Wakef. → Ozothamnus secundiflorum (N.A.Wakef.) C.Jeffrey（同タイプ）- ニューサウスウェールズ州からヴィクトリア州にかけて自生。
- Helichrysum semipapposum (Labill.) DC. → Chrysocephalum semipapposum (Labill.) Steetz（同タイプ）- オーストラリア南東部に自生。
- Helichrysum sulcaticaule Gand. → Chrysocephalum semipapposum subsp. semipapposum（異タイプ）
- Helichrysum tasmanicum Gand. → Chrysocephalum semipapposum subsp. semipapposum（異タイプ）
- Helichrysum waitzioides (Diels) Domin → Chrysocephalum apiculatum subsp. apiculatum（異タイプ）- オーストラリアに自生。